# Uniejów-Rędziny
Uniejów-Rędziny est une localité polonaise de la gmina de Charsznica, située dans le powiat de Miechów en voïvodie de Petite-Pologne.